# Hnízdiště stěhovavých ptáků podél pobřeží Žlutého moře a Pochajského zálivu
Hnízdiště stěhovavých ptáků podél pobřeží Žlutého moře a Pochajského zálivu je název čínské památky světového dědictví UNESCO. Sestává z 12 rozdílných lokalit na východním pobřeží Čínské lidové republiky v provinciích Šan-tung, Che-pej, Liao-ning, Ťiang-su a v Šanghaji. Chráněná území jsou z většiny rozsáhlé přílivové mokřiny, označované za největší na světě. Žije v nich mnoho druhů ryb a korýšů. Slouží jako shromaždiště stěhovavých ptáků na východoasijsko-australasijské migrační trase. Pro migrující hejna ptáků, včetně některých světově nejohroženějších, jsou tyto pobřežní lokality životně důležité jako místa odpočinku, přezimování nebo hnízdění.
Dvě z lokalit v provincii Ťiang-su byly na seznam UNESCO zapsány již v roce 2019. Dalších 10 lokalit bylo zapsáno v červenci 2024. Souhrnná plocha všech území je 2897 km². 